# Чилов
Чилов (азерб. Çilov Adası) (Други назив острва Жилој), острво у Каспијском језеру, источно од Апшеронског полуострва.
Острво административно припада Пиралахинском рајону града Бакуа. На острву живи 1692 становника (2016. године)